# Аведикови
Аведикови — династія українських акторів.
- Леонід Іванович Аведиков (дати народження і смерті невідомі) — актор, режисер і антрепренер українського театру другої половини XIX століття, родоначальник династії.
- Овдій Карпович Аведиков (нар. 1877 — червень 1919, Харків) — актор, племінник Леоніда Івановича. Дебютував у 1888 році у трупі дядька, працював у трупі Олексія Суходольского, утримував власні театральні трупи. 1919 року був одним з організаторів Харківського Першого українського радянського зразкового театру.
- Єлизавета Андріївна Аведикова (до шлюбу Потоцька; нар. 15 квітня 1878, Єлисаветград — пом. 26 березня 1968, Дніпропетровськ) — акторка, дружина Овдія Карповича. Заслужена артистка УРСР з 1948 року.
- Петро Овдійович Аведиков (псевдонім — Аведиков-Авдієнко; нар. 28 травня 1899, Кременчук — пом. 18 червня 1972, Дніпродзержинськ) — актор і театральний діяч; син Овдія Карповича і Єлизавети Андріївни. Заслужений артист УРСР з 1951 року.
- Віктор Овдійович Аведиков (псевдоніми — Аведиков-Потоцький, Потоцький; нар. 14 лютого 1905, Григоріополь — пом. 14 лютого 1971, Ужгород) — актор; син Овдія Карповича і Єлизавети Андріївни. Заслужений артист УРСР з 1950 року.

До династії також належать актори Т. П. Авдієнко, В. В. Аведиков, Т. В. Аведикова, К. О. Аведиков-Карпенко, О. О. Аведиков-Славський, О. А. Лугова, М. А. Потоцька-Українка та інші.